# Extrait de viande

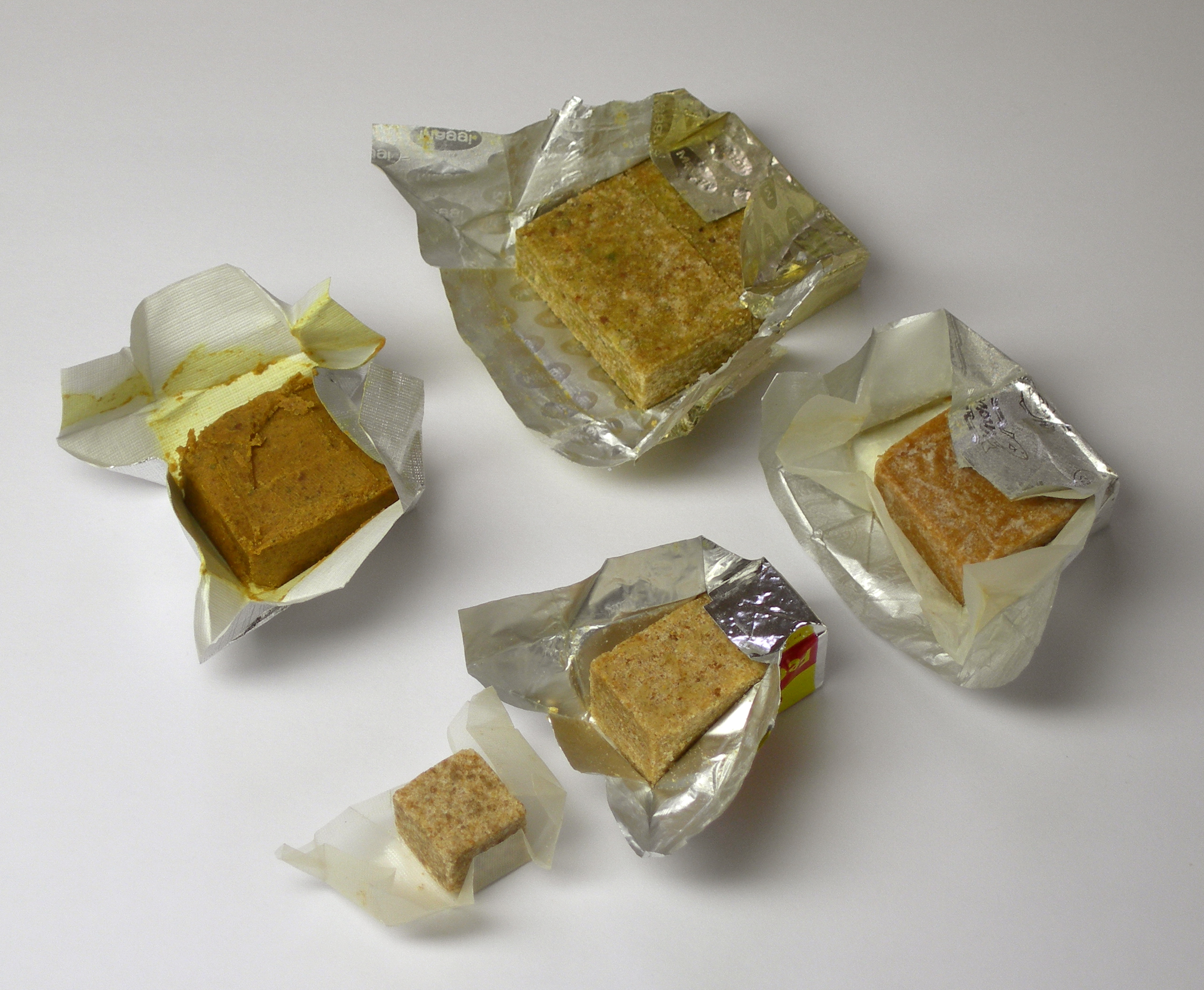
Divers cubes de bouillon comprenant de l'extrait de viande.

Un extrait de viande, en alimentation, est un concentré de viande, généralement fabriqué à partir de bœuf ou de volaille, permettant de réaliser rapidement un bouillon.  Il est aussi utilisé comme boisson ou comme base de potage, d'autres mets ou de sauces.
En bactériologie, c'est le bouillon lyophilisé de cuisson d'une viande.

## Terminologie ancienne

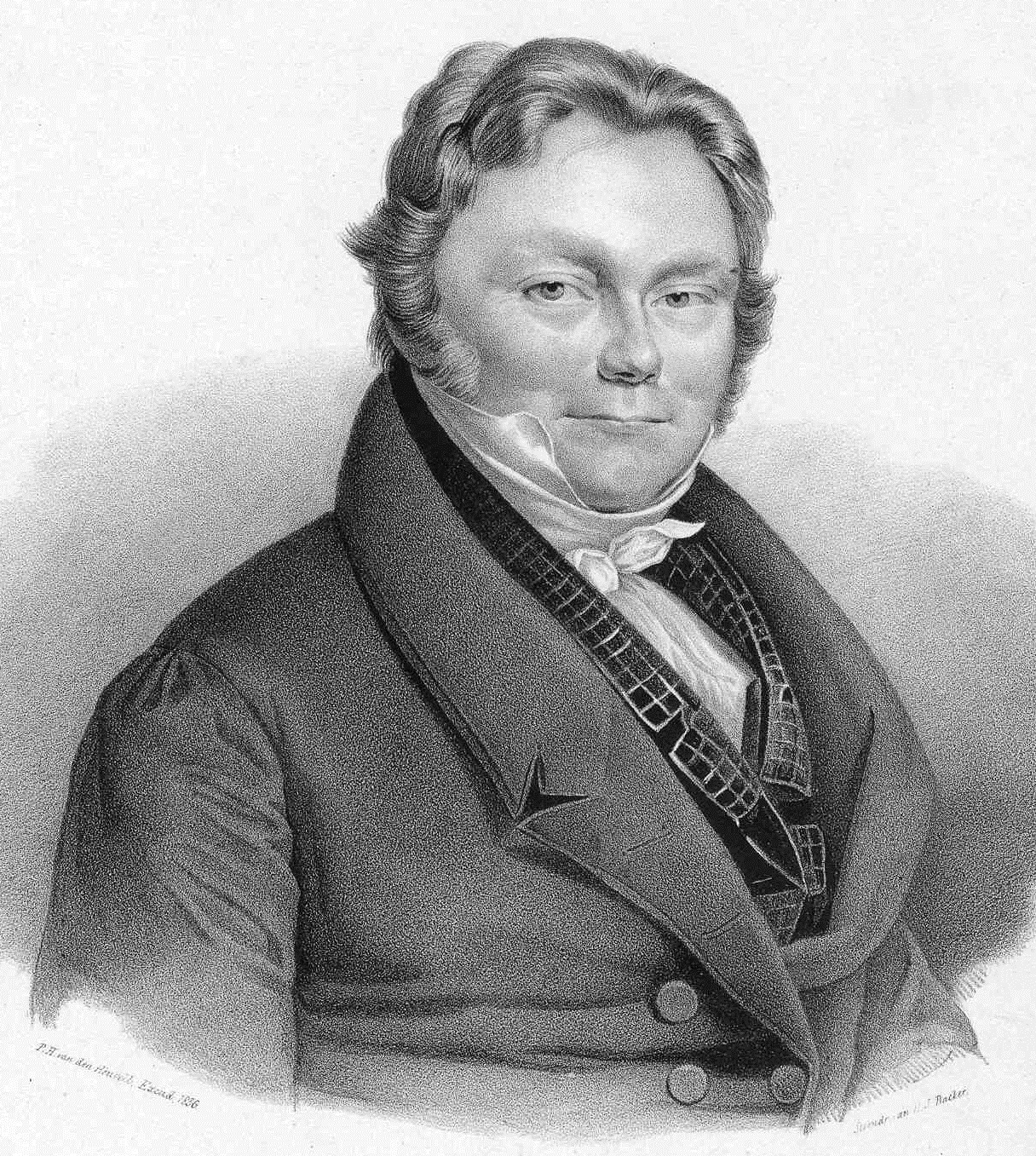
Jöns Jacob Berzelius, lithographie, 1836.

On trouve régulièrement dans les traités de chimie et pharmacie du XIXe siècle, que ce soit dans le cadre de l'analyse du jaune d'œuf, de l'urine ou d'autres matières, l'appellation « extrait de viande » dans une acception différente de celle évoquée dans cet article.
La définition de l'époque en est : « plusieurs matières extractiformes, qui se trouvent dissoutes dans toutes les liqueurs du corps, et s'obtiennent surtout en quantité de la liqueur qu'on exprime de la viande fraiche. L'extrait de viande renferme un grand nombre de substances, parmi lesquelles il y en a qui sont solubles dans l'alcool, tandis que d'autres ne se dissolvent que dans l'eau ».

Jöns Jacob Berzelius désignait collectivement ces matières sous le nom d'extrait de viande et réservait « celui d'extrait alcoolique de viande pour les matières solubles dans l'alcool à 0,833, et celui d'extrait aqueux de viande pour les matières solubles dans l'eau seulement ».
L'« extrait alcoolique de viande » de Berzelius était précédemment nommé « osmazôme », nom formé depuis les termes grecs signifiant odeur et bouillon et donné par Louis Jacques Thénard à un corps entrevu par Pierre Thouvenel ; ce corps était supposé être le principe aromatique de la viande et était aussi nommé « matière extractive du bouillon ».

## Historique

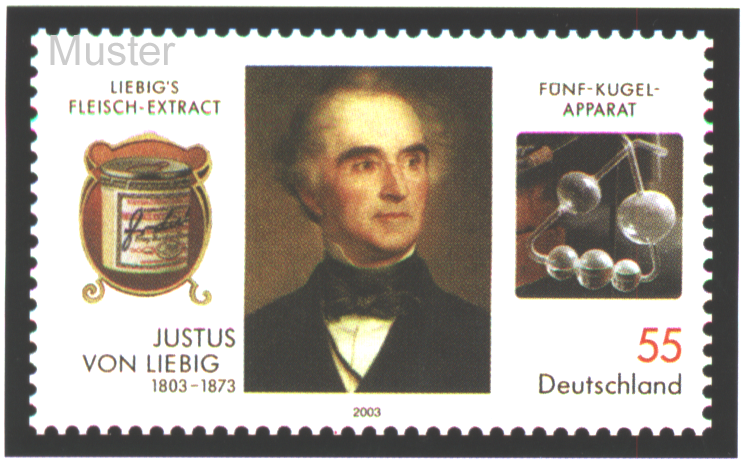
Timbre commémoratif de Justus von Liebig, mis en circulation par la Bundespost en 2003 à l'occasion du 200e anniversaire du chimiste. On peut le voir à côté de l'extrait de viande, un précurseur des soupes instantanées actuelles.

Il est couramment admis que l'extrait de viande alimentaire a été inventé par le baron Justus von Liebig, chimiste allemand du XIXe siècle qui, mu par le désir d'aider les personnes sous-alimentées, a conçu un extrait d'aliment servant de substitut à la viande que les pauvres ne pouvaient se payer. L'extrait de viande n'est cependant pas la création d'une seule personne mais découle d'un processus de recherches multiples et de publications scientifiques.

### Prémices
La pratique de la cuisine a amené les chefs à faire réduire le bouillon de viande jusqu'à obtenir une matière sirupeuse qu'ils utilisent pour la préparation d'autres mets. Ce produit, nommé « gelée de chair » (gelatina carnium), est également utilisé en médecine au XVIIe siècle en cas de fièvre et d'affections respiratoires, selon des recettes différentes pour les pauvres et les riches.
Au XVIIIe siècle, Menon appelle cette réduction « glace de viande ». Vincent la Chapelle en donne une recette, à base d'un bouillon de tranches de veau et de jambon, et la définit : une fois la préparation passée, « vous la remettrez sur le feu, & la faites tarir jusqu'à ce qu'elle se réduise en caramel, qui veut dire glace ». Mais la Chapelle donne aussi en 1742 la recette d’un « Grand bouillon fait de tablettes, facile à transporter, et à conserver pendant un an et plus » dans un chapitre sur les bouillons médicinaux débutant par un avertissement : « Je ne donne pas les Boüillons medecinaux comme étant de ma compoſition ; mais ſeulement comme les ayant faits pluſieurs fois de l’ordonnance des plus ſçavans Medecins », ce qui semble indiquer une pratique antérieure à 1742 du bouillon en tablette.

### Portable soupetMeat-biscuit
Selon James Boswell : 

« A page of my Journal is like a cake of portable soup.  A little may be diffused into a considerable portion. »

Au XVIIIe siècle, dans le monde anglo-saxon, il existe effectivement des tablettes de soupe desséchée, dite en français « soupe portative » ou « bouillon concentré », la portable soup dont la célèbre cuisinière Hannah Glasse donne une recette en 1774 à base de viande de bœuf dans The Art of Cookery.  Il s'agit d'une glace de viande mise à dessécher en pots.
Cette « soupe portative » aurait été inventée en 1756 par une commerçante londonienne, Mme Dubois. Elle travaillait tout au moins dans le profitable secteur d’affaire que constituait l’exportation de la portable soup ; avec le pharmacien William Cookworthy, elle aurait remporté un contrat de fabrication pour la Royal Navy qui cherchait une parade aux ravages du scorbut.
Le fait est que le Capitaine James Cook est muni de portable soup, de choucroute, de malt et de bière sur le HMS Resolution lors de son expédition en Antarctique et que le scorbut ne sévit pas. Mais tous les bateaux n'ont pas la chance de pouvoir en emporter ; le lieutenant-général Watkin Tench, par exemple, écrit expressément que ce produit n'était pas admis lors du voyage vers la Botany Bay en 1787.

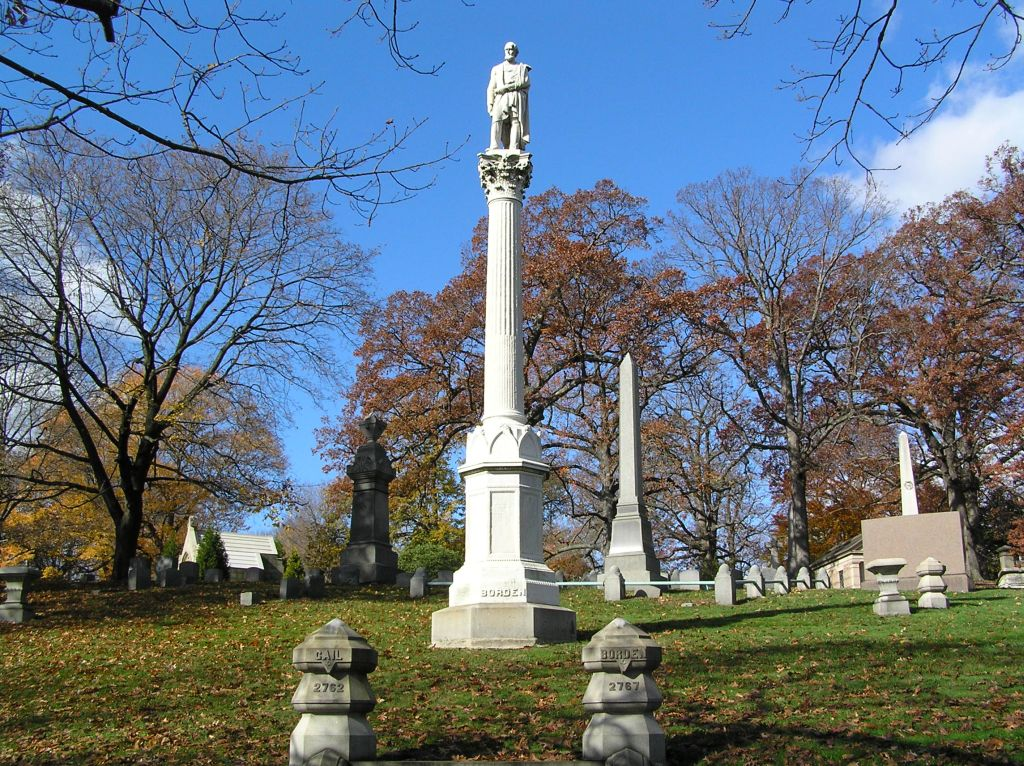
Gail Borden, cimetière Woodlawn, New York.

Cette portable soup se fabrique également  en Russie au XIXe siècle.
Les Américains produisent aussi des meat-biscuits selon le procédé de Gail Borden : le bouillon de bœuf, décanté, dégraissé et réduit en sirop est mélangé à de la farine de froment pour former une pâte que l'on découpe en forme de biscuits rectangulaires avant la cuisson au four. 

Le meat-biscuit, utilisé par la marine mais aussi lors de voyages terrestres, se consomme soit sec, soit concassé dans de l'eau, additionnée de sel et d'autres condiments, que l'on fait bouillir pendant une demi-heure.

### Chercheurs et industriels
Plusieurs chimistes et pharmaciens, dans le cadre de recherches, ont travaillé sur l'extrait de viande, notamment : 
- Claude-Joseph Geoffroy a publié en 1730 Examen Chymique des Viandes qu'on employe ordinairement dans les Bouillons ; par lequel on peut connoître la quantité d'Extrait qu'elles fournissent, & déterminer ce que chaque Bouillon doit contenir de suc nourrissant) ;
- Antoine Parmentier, dans Recherches sur les végétaux nourrissants qui, dans les temps de disette, peuvent remplacer les aliments ordinaires. Avec de nouvelles observations sur la culture des pommes de terre[18], en 1781, montre combien il s'est intéressé à l'extrait de viande ; il indique qu'on en trouve plusieurs recettes dans les livres de pharmacie et d'économie, qu'elles peuvent se garder plusieurs années lorsqu'elles sont dans des boites de fer blanc ; il imagine d'y ajouter des plantes et des racines potagères pour en relever la saveur ; il donne l'adresse de la meilleure boutique pour s'en procurer (chez le « sieur Meusnier, Traiteur, à Paris, rue Saint-Denys, au Pavillon Royal ») ; il signale qu'il existe un « autre bouillon portatif que la Marine parait avoir adopté depuis quatre ou cinq ans, et qui a la propriété d'attirer l'humidité de l'air infiniment moins que toutes les tablettes de bouillon connues ; c'est la poudre qu'a composée M. Acher : elle réunit le double avantage d'être à très-bon compte, et de présenter le mélange d'un de nos meilleurs farineux avec un extrait de viandes et des aromates appropriés. »
- Louis Jacques Thénard, dès avant 1809[19], identifie et nomme l'osmazôme, supposé principe actif de la viande rouge, à propos duquel Jean Anthelme Brillat-Savarin  affirme dans sa Physiologie du goût, ou méditations de gastronomie transcendante: « le plus grand service rendu par la chimie à la science alimentaire est la découverte, ou plutôt la précision de l'osmazôme. L'osmazôme est cette partie éminemment sapide des viandes, qui est soluble à l'eau froide, et qui se distingue de la partie extractive en ce que cette dernière n'est soluble que dans l'eau bouillante. C'est l'osmazôme qui fait le mérite des bons potages; c'est lui qui, en se caramélisant, forme le roux des viandes ; c'est par lui que se forme le rissolé des rôtis ; enfin, c'est de lui que sort le fumet de la venaison et du gibier. »
- Charles Louis Cadet de Gassicourt, propose à partir de l'osmazôme, en 1809, une méthode de fabrication de tablettes de bouillon qu'« il est plus avantageux de mettre en poudre, quand on veut les porter en voyage »[19].
- Joseph Louis Proust dans son Mémoire sur les Tablettes à bouillon (1821)[20], citant d'ailleurs les recherches de Pierre Thouvenel, indique qu'il a effectué l'examen de tablettes de bouillon préparées à Buenos Aires et en Angleterre (qu'il compare à de la colle-forte), et expose ses propres résultats de fabrication d'extrait de bœuf.
- Nicolas Appert, dans la 4e édition de Le livre de tous les ménages, ou l’art de conserver pendant plusieurs années toutes les substances animales et végétales parue en 1831, expose comment il réalise ses tablettes de jus de viandes (canards et têtes de bœuf) et de légumes avec un autoclave et l'appareil évaporateur de Charles Derosne.

Lorsqu'en 1868, monsieur Poggiale fait la comparaison entre différents extraits de viande présents depuis plusieurs années dans le commerce, il se base sur ceux de Bellat, de Martin de Lignac, d'une firme australienne et de Liebig dont le produit a connu ensuite une grande célébrité.

### Extractum carnis

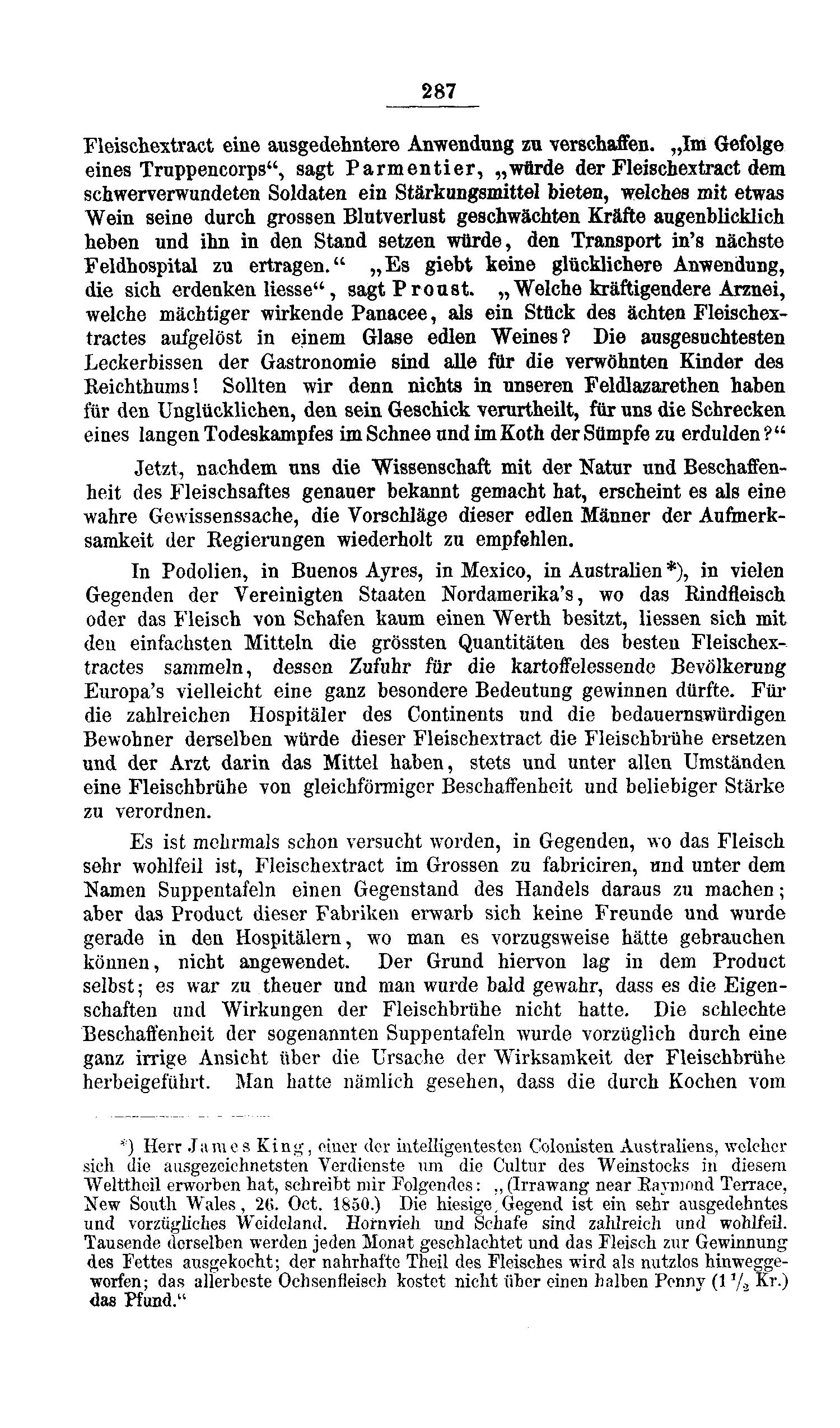
Passage de la où sont cités Parmentier et Proust.

Justus Liebig a pris connaissance des travaux de Parmentier et Proust : il les cite dans la trente-deuxième de ses Nouvelles Lettres sur la chimie, parues en 1841.  Comme eux, il analyse les substances qui composent la viande et en retire sa recette d'un extrait de viande qu'il rêve de voir produire à Buenos Aires, au Mexique, en Australie, pays où des milliers de bœufs sont abattus pour leur cuir et leur graisse mais dont la viande elle-même est jetée, faute d'avoir les moyens de conservation pour l'exportation ; cet extrait, dont il donne la recette, pourrait être importé dans les pays européens dont les populations se nourrissent de pommes de terre et où les médecins pourraient, en toutes circonstances, « prescrire aux malades un bouillon d'une qualité constante et d'une force voulue ». Il cite aussi les pratiques mercantiles qui consistent à vendre de la gélatine sous l'appellation tablettes de bouillon comme l'intérêt des recherches de François Magendie sur l'alimentation.
Près de vingt ans plus tard, l'ingénieur belge George Christian Giebert lui propose la création d'une usine en Uruguay.  Liebieg et son élève Pettenkofer l'initient à la préparation, des expériences de production industrielle se déroulent entre 1850 et 1852 au laboratoire de la Pharmacie royale de Munich, sous la direction de Pettenkofer. La recette initiale va être modifiée : au départ, la viande finement hachée était portée à ébullition avec 8 ou 10 fois son poids d'eau et la solution, débarrassée de l'albumine coagulée pendant la cuisson et de la graisse, était réduite à consistance d'un sirop brun ; en usine, le bouillon est constitué en parties égales d'eau et de viande hachée (provenant d'un bétail de première qualité), puis passé et évaporé à feu nu dans une chaudière jusqu'à réduction au sixième de son volume avant d'être « amené à consistance d'extrait, à une température peu élevée, et dans le vide. L'extrait est conservé dans des pots en grès vernissé bouché avec soin avec une fermeture spéciale ». 

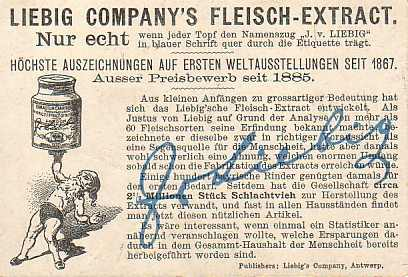
Étiquette au dos du flacon.

Giebert installe ensuite son usine à Fray Bentos et obtient, après l'envoi d'une première cargaison en 1864, l'autorisation de Liebig quant au nom de la compagnie et du produit. Le protocole de travail est précis : la Liebig's Extract of Meat Company expédie l' extractum carnis Liebig au port d'Anvers où l'inspecteur Finck effectue des prélèvements qu'il envoie à Munich pour analyse par Liebig et Pettenkofer ; ceux-ci vérifient la qualité du produit (absence de graisse, de gélatine, de substance étrangère) et renvoie à Anvers l'autorisation de mise en vente en pot sous étiquetage portant leur signature.  C'est la première fois qu'une garantie de cette sorte est attribuée à un produit industriel.
Liebig reprend aussi une idée, publiée en 1830 de Anselme Payen qui proposait d'utiliser les cadavres d'animaux car ceux-ci, ayant mangé des végétaux, ont stocké de grandes quantités de matières azotées). Le résidu des viandes, après le procédé d'extraction, est séché et broyé en une poudre appelée « farine fourragère de viande » et destinée à l'alimentation des animaux. Cette farine fourragère de viande comporte plus de protéines que tout autre produit, naturel ou industriel, donné aux bêtes et constitue une des premières farines animales.
L'usine de Fray Bantos ne suffit bientôt plus ; « des centaines de petites fabriques » sont créées en Allemagne et un dépôt de vente en gros de l'extrait est établi à Paris, rue Bergère.
La production s'accompagne d'une campagne publicitaire moderne qui force même le regard d'un autre Proust, avec affiches, calendriers et distribution de chromos, une forme d'imagerie populaire.

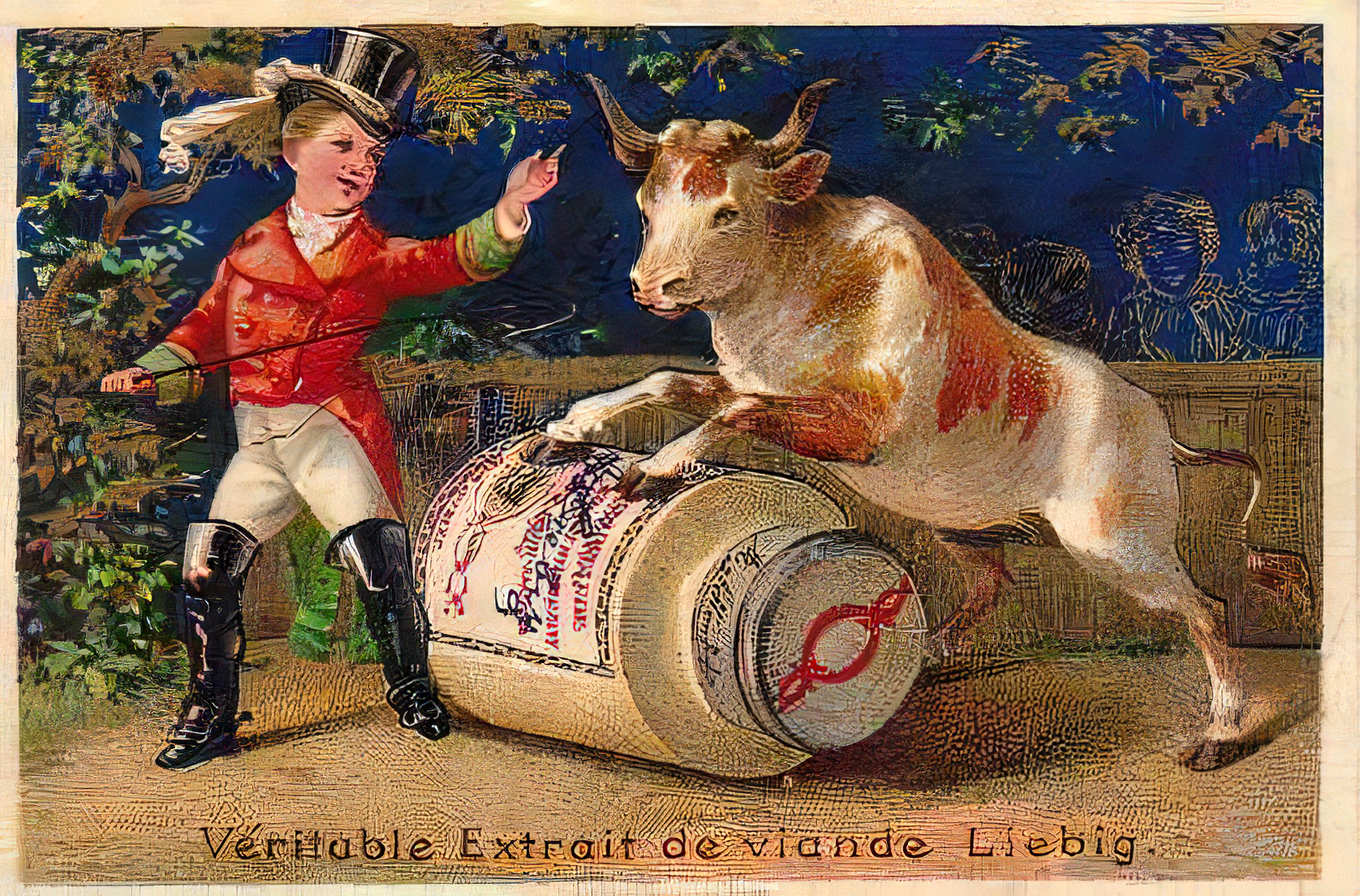
Chromo, 1884.
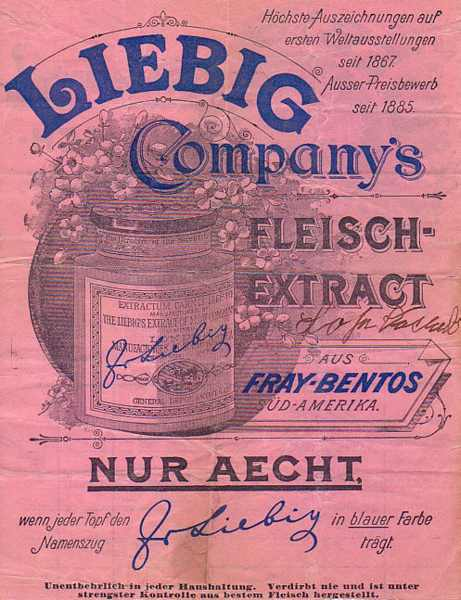
Bloc-note, 1890.
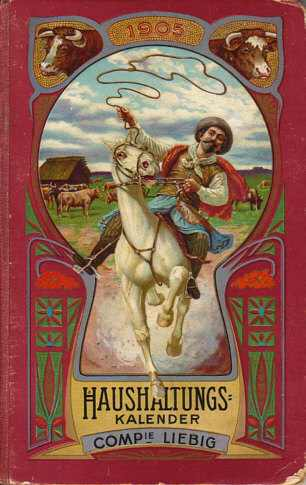
Calendrier, 1905.
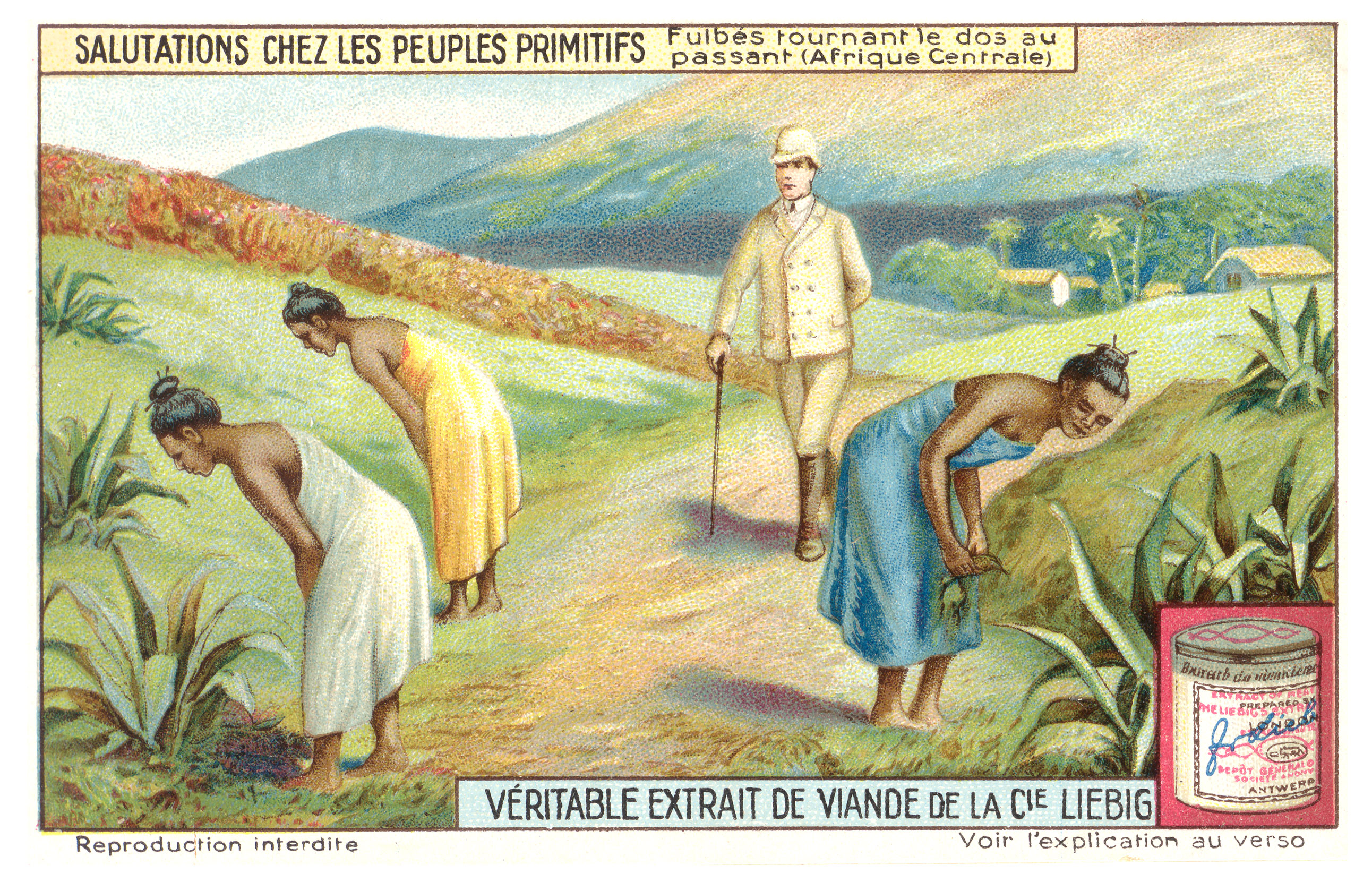
Chromo, 1910.

Au dos des chromos se trouvent des textes publicitaires tels que :
- « De l'avis des médecins, les viandes grillées sont plus digestibles et par conséquent les plus nutritives. C'est parce qu'elles ont conservé tout leur suc, leur jus, en quelque sorte ce qui fait la valeur du Liebig très justement appelé : « Le meilleur de la viande ». » ;
- « Absolument pure, la Graisse Liebig rancit moins vite, parce qu'exempte d'eau. Frire à la Graisse Liebig, c'est frire hygiéniquement. » ;
- « C'est signé Liebig : c'est une garantie. Le Bouillon OXO est un produit Liebig. Une ou deux cuillerées à café OXO suffisent pour bonifier les mets, pour corser le goût des légumes fades, pour renforcer les sauces faibles. Avec OXO on obtient, sans viande, de savoureux potages et sauces. » ;
- « Ne demandez pas simplement des Cubes, mais dites des Cubes OXO. Ils contiennent de I'Extrait Liebig. C'est pour cela qu'ils donnent un bouillon de viande de toute bonne qualité à meilleur compte. »[28]

En 1899, la Liebig's Extract of Meat Company, face à la concurrence, a effectivement lancé la marque OXO, moins chère que l'extrait Liebig dont le cout avait été considéré comme trop élevé pour les petites gens, Anselme Payen ayant même établi en 1868 que « l'extrait Liebig coute plus cher que le bouillon ordinaire » !
Il existe évidemment des contrefaçons, voire des usurpations du nom.  Les attendus d'un jugement du 24 décembre 1884 du tribunal de commerce de Bruxelles contre un certain Houtekiet prouvent que la société Liebig et ses héritiers ont toujours protesté lorsqu'ils savaient que l'on vendait un autre extrait de viande que le leur avec le nom de Liebig sur les étiquettes, prospectus, annonces, etc. (certains usurpateurs prétendant que le nom Liebig, et même le titre de baron, étaient tombés dans le domaine public) et qu'ils ont déféré aux tribunaux ceux qui fabriquaient ou vendaient de l'extrait de viande sous le nom d’extractum carnis Liebig, Liebig's extract of meat, extrait de viande de Liebig.

### Concurrence

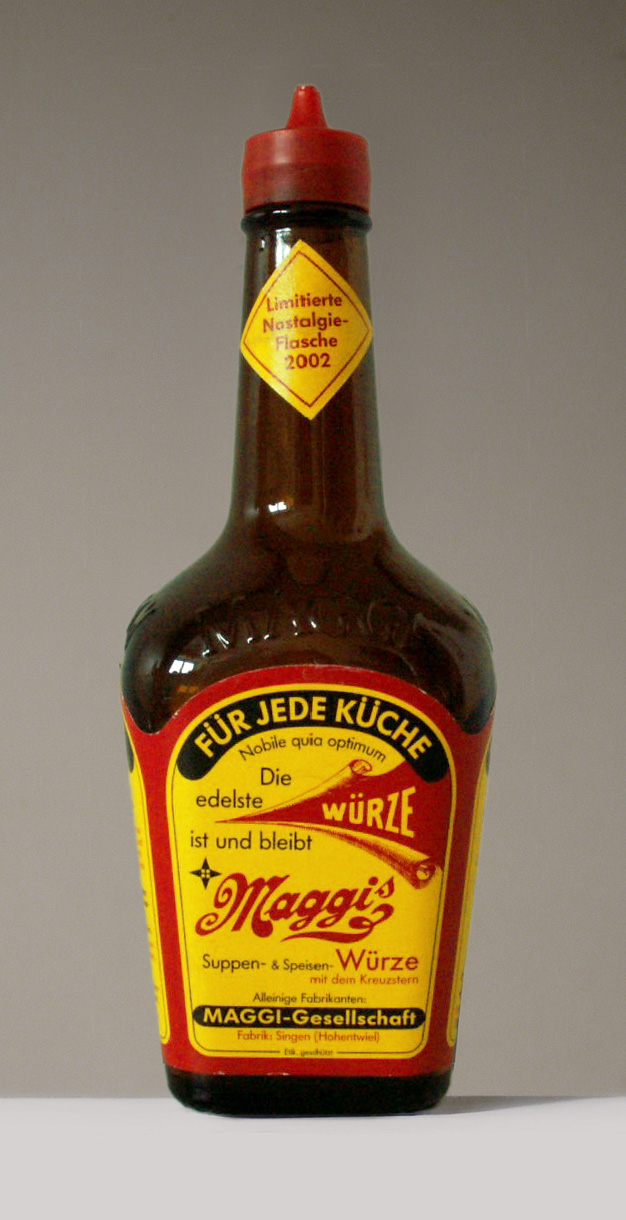
Réplique d'un flacon historique de Maggi.

D'autres firmes développent très légalement un produit semblable.  De grandes marques émergent (Knorr en 1886, Maggi en 1887, Bovril en 1889), qui existent toujours au XXIe siècle et font partie de l'industrie agroalimentaire.
Dans le tome II de son Die menschlichen Nahrungs-und-Genussmittel paru à Berlin en 1893, le Dr J. König compare les quantités d'eau, sels, matières organiques, azote et matières solubles dans l'alcool à 80 % vol. des extraits de viande de Liebig à Fray Bentos, de Buschenthal à Montevideo, de Kemmerich à Santa-Elena, de Papilowsky et Bruhl à Posen et de l'extrait de mouton australien. Pour les extraits de viande solides, il cite aussi le Saladero Goncordia et le Cibils extractum carnis ; pour les liquides, le Cibil's hermanos, le Bouillon Maggi, le London Co's essence of mutton, le London Co's essence of chicken.
On fabrique donc aussi de l'extrait à partir de mouton ou de poulet, mais aussi de cheval. Le Docteur en médecine Gumprecht, conseiller de la cour du duc régnant de Saxe-Cobourg Gotha, résidant à Hambourg, avait signalé, le 14 mars 1855, avoir fait préparer de l'extrait de viande de cheval selon la méthode Liebig et avait attiré l'attention des pays européens sur l'utilité de cet extrait ; il notait que, malgré les réticences en matière d'hippophagie, ce serait utile pour les armées où la viande de bœuf manquait souvent, et aussi pour « l'humanité souffrante ».  Quant à la quantité nécessaire dans les villes, il précisait : « Cette quantité requise peut facilement, et à des frais minimes, être obtenue à Paris. Dans cette grande capitale, il arrive journellement des accidents graves à un grand nombre de chevaux qui sont ensuite envoyés à la voirie ; on pourrait acheter à bas prix ces chevaux, et utiliser leur viande avec avantage ».
L'extrait de viande de cheval ne va pas être développé industriellement.  Par contre, des extraits de bouillon de poisson et de bouillon végétal vont apparaître dans la gamme des bouillons en tablettes, cubes ou poudre qui sont utilisés partout dans le monde aux XXe et XXIe siècles.

## Utilisation

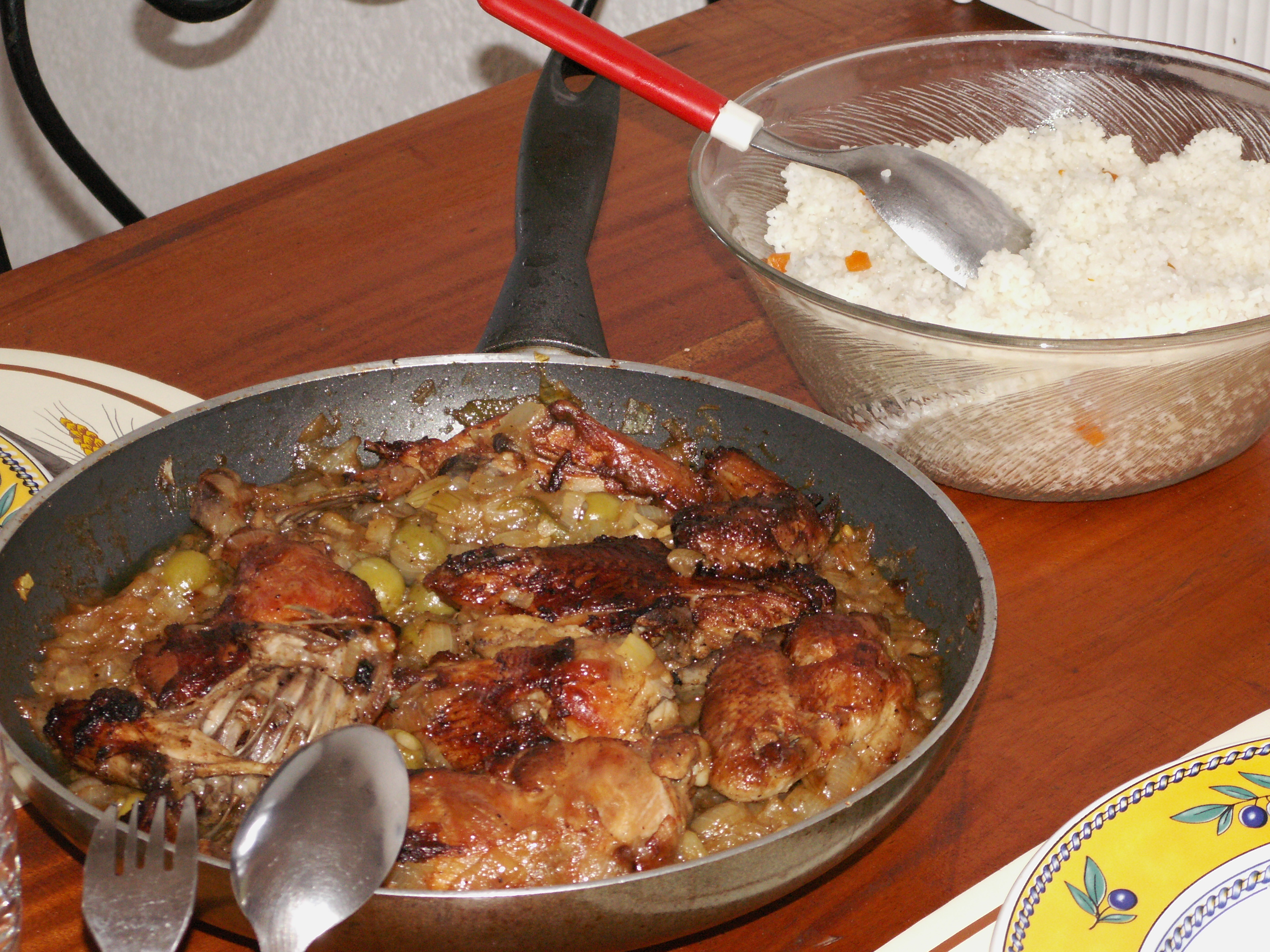
Poulet yassa.

L'extrait de viande s'est présenté et se trouve encore au XXIe siècle sous forme de liquide, tablette, cube, poudre et granulé.
Dissous dans une certaine proportion d'eau, il donne un bouillon qui se déguste habituellement chaud mais aussi froid.

Il intervient, en dissolution, comme condiment dans de nombreux mets (principalement potages et sauces) mais aussi comme ingrédient de cocktail ; il peut également être utilisé non dissous dans un liquide, simplement écrasé à froid avec une fourchette.

Il est arrivé qu'on en croque une tablette non dissoute à titre d'énergisant comme le fit John Franklin le 7 septembre 1821.
Son succès découle de l'aspect pratique : il ne coute pas cher, se conserve assez longtemps, se stocke aisément, est facile à employer particulièrement à l'état solide où l'emballage en portions facilite le dosage nécessaire.

Comme condiment, il est utilisé partout dans le monde, soit lors de la préparation des mets (pâtes, soupes, pot au feu, sauces, riz, salades, etc.), soit lors de l'accommodement de restes alimentaires. Son usage est devenu tellement habituel que certains en arrivent à le citer comme ingrédient d'une cuisine « saine et authentique » ou à penser qu'une sauce ne peut être « savoureuse » que si on y a intégré un cube.
Le cube de bouillon est fréquemment cité dans les réceptaires et sites web de cuisine de tous les continents et tout particulièrement dans ceux qui s'adressent aux étudiants. Il apparaît aussi dans de nombreux ouvrages sur les populations africaines.
En Côte d'Ivoire, où la qualité des sauces est de première importance car compensant la faiblesse nutritionnelle des aliments de base, il participe à la différence entre sauces rurales et urbaines qui portent un même nom ; dans les villes, ce « corrige-madame » remplace, avec le concentré de tomates, des préparations traditionnelles comme le soumbala.  Son achat, avec celui du sucre et du sel, constitue dans les années 1980 une part du budget plus élevée, et en augmentation, chez les pauvres gens que chez les riches où on en constate la diminution.
Au Mali, où existe une usine de fabrication de bouillon-cube, il représente 38,7 % des dépenses en condiments et participe fortement au commerce de détail (dit « marché à sauce ») pratiqué par de nombreuses femmes car la vente de condiments constitue un commerce facile et plus lucratif que celui des légumes, moins aisément conservables, ou des pagnes. Sa popularité est telle que les gens considèrent qu'on ne mange pas bien lorsqu'on ne l'emploie pas ; il constitue un signe évident de modification des pratiques alimentaires.
Au Ghana, où l'emploi du cube de bouillon est énorme, le marché est dominé à 80 % par Nestlé et Unilever qui y a lancé avec succès le cube de bouillon de bœuf Royco en 1996. Pour garder une position commerciale dominante, Unilever a effectué une étude sur les saveurs préférées de la population, puis commencé la production d'un cube de bouillon de crevettes correspondant à la demande locale en termes de gout et d'hygiène ; ce cube de bouillon est devenu le produit préféré des Ghanéens.

## Diététique
Au XXIe siècle, le cube de bouillon apporte peu de calories mais contient une dose importante de sel, ce qui l'élimine des aliments conseillés lors de problèmes cardio-vasculaires nécessitant des régimes pauvres en sel. Il peut contenir des purines qui interviennent dans la goutte, des glutamates monosodiques qui peuvent poser problème et du gluten ; l'utilisation d'un bouillon-maison traditionnel est conseillée.  Certaines marques proposent des produits « dégraissés ».

## Microbiologie

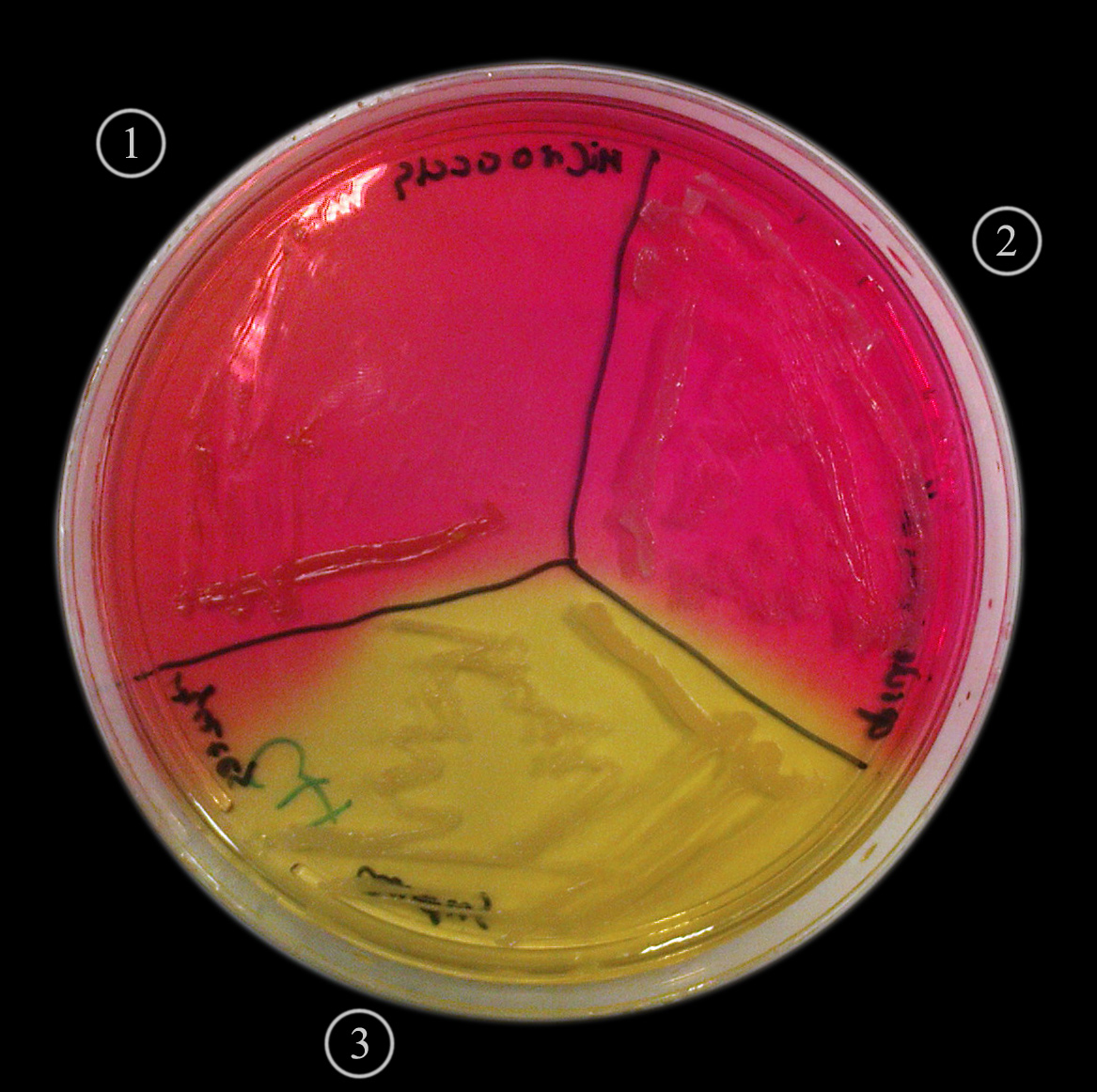
Une gélose Chapman utilisant de l'extrait de viande.

En microbiologie, et plus particulièrement en bactériologie médicale, l'« extrait de viande » désigne une préparation empirique entrant dans la composition de certains milieux de culture. Il s'agit généralement d'un bouillon de cuisson de viande de bœuf, filtré puis concentré (parfois lyophilisé). La solution obtenue est riche en glucides, sels minéraux et surtout en composés azotés issus de l'hydrolyse des protéines : peptides, acides aminés, vitamines. L'extrait de viande est employé dans des milieux nutritifs pour la culture de micro-organismes hétérotrophes, le plus souvent des bactéries, qui ne peuvent pas synthétiser de matière organique à partir d'éléments simples. C'est une source riche de facteurs de croissance.